# Baškovce (okres Sobrance)
Baškovce (Hongaars: Alsóbaskóc) is een Slowaakse gemeente in de regio Košice, en maakt deel uit van het district Sobrance.
Baškovce telt 269 inwoners.